# Gretta Pecl
Pour les articles homonymes, voir Pecl.
Gretta T. Pecl est une spécialiste australienne d'écologie marine (en) et directrice du Center for Marine Socioecology (CMS) de l'Université de Tasmanie. Son travail se concentre sur les réponses des espèces et des écosystèmes au changement climatique, ainsi que sur l'utilisation d'approches socio-écologiques pour adapter la gestion des ressources naturelles au changement climatique. Elle fait partie du comité de rédaction de Reviews in Fish Biology and Fisheries, et elle est rédactrice en chef de la revue Ecography (en).

## Formation
Pecl est originaire de Tasmanie. Elle a obtenu son bachelor à l'Université James-Cook en 1994, complétant une thèse de premier cycle sur la structure musculaire et la dynamique de Idiosepius pygmaeus (en). Pecl est restée à l'Université James Cook pour ses études de doctorat, obtenant un doctorat en 2000. Sa thèse de doctorat, intitulée « Comparative life history of tropical and temperate Sepioteuthissquids in Australian waters » a comparé la variation du cycle biologique de deux espèces de céphalopodes étroitement apparentées, Sepioteuthis australis et Sepioteuthis lessoniana, sur la côte est de l'Australie. Ses recherches se sont poursuivies dans le cadre d'une bourse postdoctorale de la Fisheries Research and Development Corporation (en) et du Conseil australien de la recherche à l'Université de Tasmanie, examinant le mouvement de Sepioteuthis australis à l'aide de l'écholocalisation et de l'analyse des éléments traces.

## Recherche et carrière
Pecl étudie l'écologie du changement climatique, en particulier ce qui arrive à la faune dans les océans qui se réchauffent,. Elle a principalement enquêté sur le réchauffement des eaux au large des côtes de la Tasmanie. En 2009, Pecl a fondé le projet Range Extension Database and Mapping (Redmap), une carte participative qui recueille les observations publiques de poissons, après avoir assisté à un atelier et écouté les pêcheurs partager des informations sur les observations récentes,. Le projet utilise une équipe de scientifiques pour vérifier les photographies soumises et peut sensibiliser les gens au changement climatique lorsqu'ils remarquent des changements répétés dans leur propre environnement,. Redmap a reçu le prix Whitely de la Royal Zoological Society of New South Wales (en).
En 2009, Pecl a reçu une bourse du programme Fulbright pour rejoindre le College of Fisheries and Ocean Sciences (en) de l'université de l'Alaska à Fairbanks et étudier l'impact du changement climatique sur le crabe royal,. L'année suivante, elle a été nommée l'une des « étoiles montantes » de l'Université de Tasmanie. Elle a formé un International Global Marine Hotspots Network (GMHN) avec des collègues pour réunir les utilisateurs et les gestionnaires de la mer. En 2015, Pecl a reçu une bourse Future du Conseil australien de la recherche pour étudier les mécanismes physiologiques et écologiques qui sous-tendent la redistribution des espèces à travers les systèmes marins. En 2017, Pecl a étudié comment la redistribution des espèces terrestres et d'eau douce due au changement climatique affecte la santé humaine, le bien-être et la culture. Ces impacts incluent le tourisme, la pêche récréative et les menaces pour la santé telles que le paludisme. Elle a été rédactrice en chef de Reviews in Fish Biology and Fisheries , de Springer Nature, de 2014 à 2019, rédactrice en chef de Ecography (en) et rédactrice associée pour Citizen Science: Theory and Practice de 2016 à 2020. Elle a été élue au Temple de la renommée de l'Australian Society for Fish Biology (en) en 2016.

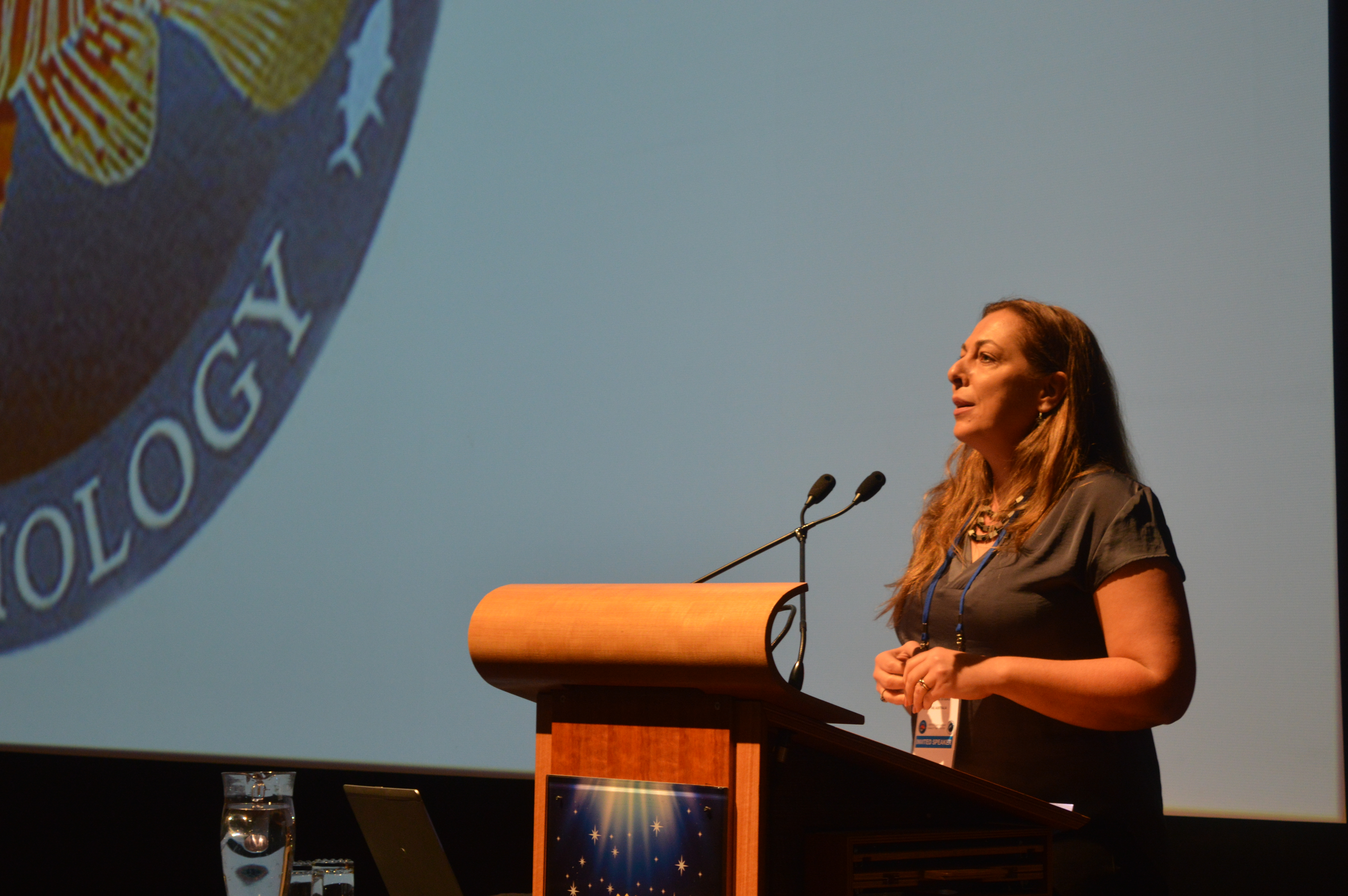
Pecl présente lors d'une conférence scientifique à Hobart, en Tasmanie, en 2016.

Pecl est devenue directrice du Centre de socioécologie marine de l'Université de Tasmanie en 2018. Le Centre est une collaboration interdisciplinaire entre l'Université de Tasmanie, le Commonwealth Scientific and Industrial Research Organisation (CSIRO) et la Division antarctique australienne qui vise à comprendre les interactions entre les aspects écologiques et sociaux de la conservation et de la gestion marines,. En 2021, elle a créé l'initiative Future Seas, qui vise à encourager la collaboration scientifique interdisciplinaire pour améliorer la capacité de la société à gérer les systèmes océaniques dans le cadre de la Décennie des Nations unies pour les sciences océaniques pour le développement durable.
Pecl était l'un des principaux auteurs du sixième rapport d'évaluation du Groupe d'experts intergouvernemental sur l'évolution du climat (GIEC), responsable des sections « Grande barrière de corail », « Océans », « Tourisme », « Alimentation marine » et « Peuples autochtones » du chapitre australasien, et les encadrés « Pêches en mouvement », « Connaissances autochtones et adaptation au climat » et « Changement climatique et maladies d'origine hydrique » dans le rapport principal. Le rapport devrait être publié en 2022.
La science citoyenne est une approche clé de la recherche de Pecl, et elle est fortement impliquée dans la communication et l'engagement scientifiques,,. Pecl a écrit trois articles pour The Conversation afin de communiquer ses recherches sur les changements d'aire de répartition des espèces, les effets du changement climatique sur les espèces halieutiques australiennes et la science citoyenne,,. En 2020, Pecl a contribué au développement d'un jeu de cartes éducatif sur les espèces marines de Tasmanie. Elle a participé à de nombreux événements de sensibilisation du public pour éduquer les intervenants et les communautés sur les impacts du changement climatique,,.

## Publications (sélection)
- Pecl, G., Ogier, E., Jennings, S., van Putten, I., Crawford, C., Fogarty, H., Frusher, S., Hobday, A. J., Keane, J., Lee, E., MacLeod, C., Mundy, C., Stuart-Smith, J., & Tracey, S. (2019). "Autonomous adaptation to climate-driven change in marine biodiversity in a global marine hotspot". Ambio, 48 (12): 1498–1515. doi.org/10.1007/s13280-019-01186-x
- Scheffers, B. R., & Pecl, G. (2019). Persecuting, protecting or ignoring biodiversity under climate change. Nature Climate Change, 9 (8): 581–586. doi.org/10.1038/s41558-019-0526-5
- Pecl, G. T., Araújo, M. B., Bell, J. D., Blanchard, J., Bonebrake, T. C., Chen, I.-C., Clark, T. D., Colwell, R. K., Danielsen, F., Evengård, B., Falconi, L., Ferrier, S., Frusher, S., Garcia, R. A., Griffis, R. B., Hobday, A. J., Janion-Scheepers, C., Jarzyna, M. A., Jennings, S., Lenoir, J., Linnetved, H. I., Martin, V. Y., McCormack, P. C., McDonald, J., Mitchell, N. J., Mustonen, T., . Pandolfi, J. M., Pettorelli, N., Popova, E., Robinson, S. A., Scheffers, B. R., Shaw, J. D., Sorte, C. J. B., Strugnell, J. M., Sunday, J. M., Tuanmu, M.-N., Vergés, A., Villanueva, C., Wernberg, T., Wapstra, E., Williams, S. E. (2017). "Biodiversity redistribution under climate change: Impacts on ecosystems and human well-being". Science, 355 (6332). doi.org/10.1126/science.aai9214
- Johnson, C. R., Banks, S. C., Barrett, N. S., Cazassus, F., Dunstan, P. K., Edgar, G. J., Frusher, S. D., Gardner, C., Haddon, M., Helidoniotis, F., Hill, K. L., Holbrook, N. J., Hosie, G. W., Last, P. R., Ling, S. D., Melbourne-Thomas, J., Miller, K., Pecl, G. T., Richardson, A. J., Ridgway, K. R., Rintoul, S. R., Ritz, D. A., Ross, D. J., Sanderson, J. C., Shepherd, S. A., Swadling, K. M., Taw, N. (2011). "Climate change cascades: Shifts in oceanography, species’ ranges and subtidal marine community dynamics in eastern Tasmania". Journal of Experimental Marine Biology and Ecology, 400 (1–2): 17–32. doi.org/10.1016/j.jembe.2011.02.032
- Last, P. R., White, W. T., Gledhill, D. C., Hobday, A. J., Brown, R., Edgar, G. J., & Pecl, G. (2011). "Long-term shifts in abundance and distribution of a temperate fish fauna: A response to climate change and fishing practices". Global Ecology and Biogeography, 20 (1): 58–72. doi.org/10.1111/j.1466-8238.2010.00575.x

## Vie privée
Pecl est mariée et a deux enfants. Elle fait partie du conseil consultatif d'aKIDemic life, un centre de ressources gratuites pour les universitaires ayant des responsabilités familiales.